# کنی بنکس
کنی بنکس (انگلیسی: Kenny Banks; ۱۹ اکتبر ۱۹۲۳ – ۹ اوت ۱۹۹۴) بازیکن فوتبال اهل بریتانیا بود.
از باشگاه‌هایی که در آن بازی کرده‌است می‌توان به باشگاه فوتبال ساوتپورت و باشگاه فوتبال ویگان اتلتیک اشاره کرد.